# Conn de las Cien Batallas
Conn Cétchathach ("De las Cien Batallas", pron. [kɒn ˈkeːdxəθHacha]), hijo de Fedlimid Rechtmar, fue, según las fuentes analíticas y legendarias medievales irlandesas, un Alto Rey de Irlanda, antepasado de los Connachta y, a través de su descendiente Niall Noígiallach, de las dinastías Uí Néill; las cuales dominaron Irlanda en la temprana Edad Media.

## Tradición literaria

### Primeros años y ascenso
En el Anales de los Cuatro Maestros dice que cinco carreteras a Tara, las cuales nunca habían sido vistas antes, fueron descubiertas la noche del nacimiento de Conn. Según el Lebor Gabála Érenn, tomó el poder luego de matar a su predecesor Cathair Mór. En otras fuentes su predecesor es Dáire Doimthech. La Lia Fáil, la piedra de coronación en Tara la cual se dice que rugía cuándo el legítimo rey se paraba en ella, rugió a Conn por primera vez desde que Cúchulainn la partió con su espada cuando no lo hizo con Lugaid Riab nDerg. En la saga Baile in Scáil ("La visión extática del Fantasma"), Conn pisó la piedra por accidente mientras recorría las murallas de Tara, implicando que la piedra habría estado perdida y semienterrada desde los tiempos de Cúchulainn. Un druida le explica cuál es el significado de la piedra, y dice que el número de gritos que la piedra hizo es el número de reyes que seguirán a Conn, pero que él no es el hombre para nombrarlos. Surge una neblina mágica, y un jinete se acerca y arroja tres lanzas a Conn, entonces le pide a él y al druida que le sigan a su casa, la cual se encuentra en una llanura junto a un árbol dorado. Entran a la casa, y son recibidos por una mujer con una corona de oro. Lo primero que ven es una tina de plata con aros dorados, llena de cerveza roja, y una taza dorada y un cucharón. Entonces ven un fantasma, un hombre bien parecido y alto sentado en un trono, quién se presenta como Lugh. La mujer es la soberana de Irlanda, y le sirve a Conn una comida que consta de una costilla de buey de 24 pies (7.3 m), y una costilla de jabalí. Cuándo sirve las bebidas pregunta "A quien debe ser dada esta taza?", y Lugh recita un poema qué cuenta a Conn cuántos años reinará, y los nombres de los reyes que le sucederán. Entonces entran a la sombra de Lugh, y la casa desaparece, pero la taza y el cucharón permanecen. Un texto más antiguo, el Baile Chuinn Cétchathaigh (La visión extática de Conn de las Cien Batallas) da una poética lista de reyes, muchos de los cuales son reconocibles a través de la tradicional Lista de Altos Reyes de Irlanda, pero sin contexto narrativo alguno.

### Reinado
Conn tuvo un largo reinado – veinte, veinticinco, treinta y cinco o incluso cincuenta años según diferentes versiones del Lebor Gabála, pasando muchos de ellos en guerra con Mug Nuadat, rey de Munster.
Según el texto medieval Cath Maige Leana ("la batalla de Mag Leana"), el padre de Mug Nuadat, Mug Neit hijo de Deirgtine, había expulsado a los reyes de Munster, Conaire Cóem y Mac Niad mac Lugdach. Los dos reyes huyeron hacia Conn, y se casaron con sus hijas, Saraid y Sadb respectivamente. Mug Neit batalló contra Conn, pero fue vencido y asesinado luego de dos batallas en el Condado de Offaly. Mug Nuadat dirigió las fuerzas de su padre en retirada a través de Munster, luchando contra Conn antes de huir por mar a la Isla Beare (en irlandés, Oiléan Béarra, ahora llamada Isla Bere), y de allí a España. Conn Reinstauró a Conaire y Mac Niad a sus reinos y se retiró.
Nueve años más tarde, Mug Nuadat, quién se había casado con la hija del rey de España, desembarcó con un ejército cerca de la Bahía de Bantry y forzó a Conaire y Mac Niad a someterse a su señorío. Con los reyes de Úlster y Leinster, marchó al norte a Mag nAi y forzó a Conn a hacer un tratado con él, dividiéndose Irlanda entre ellos: Conn controlando el norte, o Leth Cuinn ("Mitad de Conn"), y Mug Nuadat el sur, o Leth Moga ("Mitad de Mug"), con la frontera comprendida entre Galway al oeste y Dublín al este.
Después de quince años de paz, Mug Nuadat rompió el tratado y le declaró la guerra junto a los reyes de Úlster y Leinster. Dirigió su ejército a Mag Leana, cerca de Tullamore, Condado de Offaly. Conn Retrocedió a Connacht, reunió sus fuerzas, y recuperó Meath de manos del rey de Úlster. Entonces marchó al sur a Mag Leana y destruyó al ejército de Mug Nuadat en un ataque sorpresa por la noche a su campamento. Mug Nuadat fue asesinado en la lucha, y Conn se convirtió en rey de toda Irlanda.
Geoffrey Keating cuenta la historia de una manera diferente. En su cuenta Mug Nuadat obtiene un ejército del rey de Leinster y expulsa a los reyes de Munster, que aquí son Lugaid Allathach, Dáire Dornmhor y Aonghus. Aonghus Huye hacia Conn, quién le da un ejército con el cual ir a reclamar su reino, pero Mug Nuadat derrota este y nueve intentos más de Conn para sacarlo de Munster, viéndose forzado Conn a dividir Irlanda con él. Cuándo las hostilidades comienzan otra vez, los ejércitos de Conn y Mug Nuadat se reúnen para la batalla en Mag Leana, pero Conn mata a Mug Nuadat en su cama en un ataque matutino.
Según una fuente medieval, el héroe Fionn mac Cumhaill nació en tiempos de Conn. Su padre, Cumhall, un guerrero al servicio de Conn, fue pretendiente de Muirne, hija del druida Tadg mac Nuadat, pero Tadg rechazó su petición, así que Cumhall la secuestró. Conn Fue a la guerra contra él, y Cumhall fue asesinado por Goll mac Morna en la Batalla de Cnucha. Pero Muirne ya estaba embarazada, y Tadg la rechazó, ordenando que fuera quemada. Ella huyó hacia Conn, y Conn la puso bajo la protección del cuñado de Cumhall, Fiacal mac Conchinn. Fue en la casa de Fiacal que dio a luz a un hijo, Deimne, quién fue luego rebautizado como Fionn. Cuándo tenía diez años, Fionn fue a Tara y se puso al servicio de Conn. Supo que cada año en Samhain, el monstruo Aillen pondría a todos en Tara a dormir con su música, y quemaría el palacio con su ardiente aliento. Fionn asesinó a Aillen, manteniéndose despierto al presionar la cabeza de su lanza contra su frente, y se alejó de la llama de Aillen con su capa mágica. Conn le hizo cabeza de los fianna, ocupando el lugar de Goll.

### Familia
Conn Tuvo dos hijos, Connla y Art. Connla se enamoró de un hada de Mag Mell, y se fue con ella a su hogar en otro mundo, en su barca de cristal, dejando a Art solo. Después de eso Art fue conocido como Óenfer – el "solitario".
Después de que la esposa de Conn, Eithne Táebfada, hija de Cathair Mór, muere; otra hada, Bé Chuille, fue alejada por los Tuatha Dé Danann a Irlanda. Ella se enamoró de Art a la distancia y lo buscó en su currach, pero cuando se encontró con Conn y supo que no tenía esposa, accedió a casarse con el último, con la condición de que Art se alejara de Tara por un año. Los hombres de Irlanda pensaron que eso era injusto, e Irlanda fue tierra yerma durante ese año. Los druidas descubrieron que esto fue culpa de Bé Chuille, y dictaminaron que la hambruna podría ser detenida con el sacrificio del hijo de una pareja pura delante de Tara. Conn salió a la búsqueda de este chico en la currach de Bé Chuille. Desembarcó en una extraña isla de manzanos. La reina de la isla tenía un hijo joven, resultado de su única unión sexual. Conn le dijo que Irlanda sería salvada si el chico se bañaba en el agua de Irlanda, y ella aceptó. Lo llevó de vuelta a Irlanda, pero cuando los druidas reclamaron su muerte, él, Art y Fionn mac Cumhaill juraron protegerlo. Justo entonces, una mujer con una vaca que llevaba dos bolsas se acercó, y la vaca fue sacrificada en lugar del chico. Luego se abrieron las bolsas: una contenía un pájaro con una pata, la otra un pájaro con doce patas. Los dos pájaros lucharon, y ganó el de una pata. La mujer dijo que el de doce patas representaba a los druidas, y el de una al chico, y se reveló como su madre. Le dijo a Conn que la hambruna acabaría si echaba a Bé Chuille, pero éste se negó. Bé Chuille fue alejada más tarde de Tara como resultado de una serie de desafíos que ella y Art se hicieron en un juego de fidchell.

### Muerte
Conn fue finalmente asesinado por Tipraite Tírech, rey de los Ulaid. El Lebor Gabála y el Anales dicen que Tipraite lo derrotó en batalla en Túath Amrois. Keating dice que Tipraite envió cincuenta guerreros vestidos de mujer desde Emain Macha para matarlo en Tara. Su yerno Conaire Cóem le sucedió como Alto Rey, y su hijo Art le sucedería a su vez. El Lebor Gabála sincroniza al reinado de Conn con el del emperador Romano Marcus Aurelius (161–180). La cronología de Geoffrey Keating Foras Feasa ar Éirinn data a su reinado en 116–136, y en los Anales de los Cuatro Maestros en 122–157.

## Árbol familiar
|  |  |               |               |               |               |               |               |  |  |               |               |               |               |                 |                 |                 |                 |                 |                 |        |        |        |        |  |  |          |          | Túathal Techtmar  |                   |                   |                   |                   |                   |                    |                    |                    |                    |                    |                    |                 |                 |                |                |      |      |                   |                   |                   |                   |                   |                   |              |              |              |              |  |  |        |        |        |        |        |        |   |   |              |              |              |              |              |              |  |  |  |  |  |  |  |  |  |  |  |  |  |  |
|  |  |               |               |               |               |               |               |  |  |               |               |               |               |                 |                 |                 |                 |                 |                 |        |        |        |        |  |  |          |          |                   |                   |                   |                   |                   |                   |                    |                    |                    |                    |                    |                    |                 |                 |                |                |      |      |                   |                   |                   |                   |                   |                   |              |              |              |              |  |  |        |        |        |        |        |        |   |   |              |              |              |              |              |              |  |  |  |  |  |  |  |  |  |  |  |  |  |  |
|  |  |               |               |               |               |               |               |  |  |               |               |               |               |                 |                 |                 |                 |                 |                 |        |        |        |        |  |  |          |          | Fedlimid Rechtmar | Fedlimid Rechtmar | Fedlimid Rechtmar | Fedlimid Rechtmar | Fedlimid Rechtmar | Fedlimid Rechtmar |                    |                    | Cathair Mór        | Cathair Mór        | Cathair Mór        | Cathair Mór        | Cathair Mór     | Cathair Mór     |                |                |      |      |                   |                   |                   |                   |                   |                   |              |              |              |              |  |  |        |        |        |        |        |        |   |   |              |              |              |              |              |              |  |  |  |  |  |  |  |  |  |  |  |  |  |  |
|  |  |               |               |               |               |               |               |  |  |               |               |               |               |                 |                 |                 |                 |                 |                 |        |        |        |        |  |  |          |          | Fedlimid Rechtmar | Fedlimid Rechtmar | Fedlimid Rechtmar | Fedlimid Rechtmar | Fedlimid Rechtmar | Fedlimid Rechtmar |                    |                    | Cathair Mór        | Cathair Mór        | Cathair Mór        | Cathair Mór        | Cathair Mór     | Cathair Mór     |                |                |      |      |                   |                   |                   |                   |                   |                   |              |              |              |              |  |  |        |        |        |        |        |        |   |   |              |              |              |              |              |              |  |  |  |  |  |  |  |  |  |  |  |  |  |  |
|  |  |               |               |               |               |               |               |  |  |               |               |               |               |                 |                 |                 |                 |                 |                 |        |        |        |        |  |  |          |          | Conn Cétchathach  | Conn Cétchathach  | Conn Cétchathach  | Conn Cétchathach  | Conn Cétchathach  | Conn Cétchathach  |                    |                    | Eithne Táebfada    | Eithne Táebfada    | Eithne Táebfada    | Eithne Táebfada    | Eithne Táebfada | Eithne Táebfada |                |                |      |      |                   |                   |                   |                   |                   |                   |              |              |              |              |  |  |        |        |        |        |        |        |   |   |              |              |              |              |              |              |  |  |  |  |  |  |  |  |  |  |  |  |  |  |
|  |  |               |               |               |               |               |               |  |  |               |               |               |               |                 |                 |                 |                 |                 |                 |        |        |        |        |  |  |          |          | Conn Cétchathach  | Conn Cétchathach  | Conn Cétchathach  | Conn Cétchathach  | Conn Cétchathach  | Conn Cétchathach  |                    |                    | Eithne Táebfada    | Eithne Táebfada    | Eithne Táebfada    | Eithne Táebfada    | Eithne Táebfada | Eithne Táebfada |                |                |      |      |                   |                   |                   |                   |                   |                   |              |              |              |              |  |  |        |        |        |        |        |        |   |   |              |              |              |              |              |              |  |  |  |  |  |  |  |  |  |  |  |  |  |  |
|  |  |               |               |               |               |               |               |  |  |               |               |               |               |                 |                 |                 |                 |                 |                 |        |        |        |        |  |  |          |          |                   |                   |                   |                   |                   |                   |                    |                    |                    |                    |                    |                    |                 |                 |                |                |      |      |                   |                   |                   |                   |                   |                   |              |              |              |              |  |  |        |        |        |        |        |        |   |   |              |              |              |              |              |              |  |  |  |  |  |  |  |  |  |  |  |  |  |  |
|  |  |               |               |               |               |               |               |  |  |               |               |               |               |                 |                 |                 |                 |                 |                 |        |        |        |        |  |  |          |          |                   |                   |                   |                   |                   |                   |                    |                    |                    |                    |                    |                    |                 |                 |                |                |      |      |                   |                   |                   |                   |                   |                   |              |              |              |              |  |  |        |        |        |        |        |        |   |   |              |              |              |              |              |              |  |  |  |  |  |  |  |  |  |  |  |  |  |  |
|  |  | Medb Lethderg | Medb Lethderg | Medb Lethderg | Medb Lethderg | Medb Lethderg | Medb Lethderg |  |  | Art mac Cuinn | Art mac Cuinn | Art mac Cuinn | Art mac Cuinn | Art mac Cuinn   | Art mac Cuinn   |                 |                 | Achtan          | Achtan          | Achtan | Achtan | Achtan | Achtan |  |  | Connla   | Connla   | Connla            | Connla            | Connla            | Connla            |                   |                   | Macnia mac Lugdach | Macnia mac Lugdach | Macnia mac Lugdach | Macnia mac Lugdach | Macnia mac Lugdach | Macnia mac Lugdach |                 |                 | Sadb           | Sadb           | Sadb | Sadb | Sadb              | Sadb              |                   |                   | Ailill Aulom      | Ailill Aulom      | Ailill Aulom | Ailill Aulom | Ailill Aulom | Ailill Aulom |  |  | Saruit | Saruit | Saruit | Saruit | Saruit | Saruit |   |   | Conaire Cóem | Conaire Cóem | Conaire Cóem | Conaire Cóem | Conaire Cóem | Conaire Cóem |  |  |  |  |  |  |  |  |  |  |  |  |  |  |
|  |  | Medb Lethderg | Medb Lethderg | Medb Lethderg | Medb Lethderg | Medb Lethderg | Medb Lethderg |  |  | Art mac Cuinn | Art mac Cuinn | Art mac Cuinn | Art mac Cuinn | Art mac Cuinn   | Art mac Cuinn   |                 |                 | Achtan          | Achtan          | Achtan | Achtan | Achtan | Achtan |  |  | Connla   | Connla   | Connla            | Connla            | Connla            | Connla            |                   |                   | Macnia mac Lugdach | Macnia mac Lugdach | Macnia mac Lugdach | Macnia mac Lugdach | Macnia mac Lugdach | Macnia mac Lugdach |                 |                 | Sadb           | Sadb           | Sadb | Sadb | Sadb              | Sadb              |                   |                   | Ailill Aulom      | Ailill Aulom      | Ailill Aulom | Ailill Aulom | Ailill Aulom | Ailill Aulom |  |  | Saruit | Saruit | Saruit | Saruit | Saruit | Saruit |   |   | Conaire Cóem | Conaire Cóem | Conaire Cóem | Conaire Cóem | Conaire Cóem | Conaire Cóem |  |  |  |  |  |  |  |  |  |  |  |  |  |  |
|  |  |               |               |               |               |               |               |  |  |               |               |               |               |                 |                 |                 |                 |                 |                 |        |        |        |        |  |  |          |          |                   |                   |                   |                   |                   |                   |                    |                    |                    |                    |                    |                    |                 |                 |                |                |      |      |                   |                   |                   |                   |                   |                   |              |              |              |              |  |  |        |        |        |        |        |        |   |   |              |              |              |              |              |              |  |  |  |  |  |  |  |  |  |  |  |  |  |  |
|  |  |               |               |               |               |               |               |  |  |               |               |               |               | Cormac mac Airt | Cormac mac Airt | Cormac mac Airt | Cormac mac Airt | Cormac mac Airt | Cormac mac Airt |        |        |        |        |  |  |          |          |                   |                   |                   |                   |                   |                   |                    |                    |                    |                    | Lugaid mac Con     | Lugaid mac Con     | Lugaid mac Con  | Lugaid mac Con  | Lugaid mac Con | Lugaid mac Con |      |      | Éogan Mór         | Éogan Mór         | Éogan Mór         | Éogan Mór         | Éogan Mór         | Éogan Mór         |              |              |              |              |  |  |        |        |        |        |        |        |   |   |              |              |              |              |              |              |  |  |  |  |  |  |  |  |  |  |  |  |  |  |
|  |  |               |               |               |               |               |               |  |  |               |               |               |               | Cormac mac Airt | Cormac mac Airt | Cormac mac Airt | Cormac mac Airt | Cormac mac Airt | Cormac mac Airt |        |        |        |        |  |  |          |          |                   |                   |                   |                   |                   |                   |                    |                    |                    |                    | Lugaid mac Con     | Lugaid mac Con     | Lugaid mac Con  | Lugaid mac Con  | Lugaid mac Con | Lugaid mac Con |      |      | Éogan Mór         | Éogan Mór         | Éogan Mór         | Éogan Mór         | Éogan Mór         | Éogan Mór         |              |              |              |              |  |  |        |        |        |        |        |        |   |   |              |              |              |              |              |              |  |  |  |  |  |  |  |  |  |  |  |  |  |  |
|  |  |               |               |               |               |               |               |  |  |               |               |               |               |                 |                 |                 |                 |                 |                 |        |        |        |        |  |  |          |          |                   |                   |                   |                   |                   |                   |                    |                    |                    |                    |                    |                    |                 |                 |                |                |      |      |                   |                   |                   |                   |                   |                   |              |              |              |              |  |  |        |        |        |        |        |        |   |   |              |              |              |              |              |              |  |  |  |  |  |  |  |  |  |  |  |  |  |  |
|  |  |               |               |               |               |               |               |  |  |               |               |               |               |                 |                 |                 |                 |                 |                 |        |        |        |        |  |  |          |          |                   |                   |                   |                   |                   |                   |                    |                    |                    |                    |                    |                    |                 |                 |                |                |      |      |                   |                   |                   |                   |                   |                   |              |              |              |              |  |  |        |        |        |        |        |        |   |   |              |              |              |              |              |              |  |  |  |  |  |  |  |  |  |  |  |  |  |  |
|  |  | Connachta     | Connachta     | Connachta     | Connachta     | Connachta     | Connachta     |  |  | Uí Néill      | Uí Néill      | Uí Néill      | Uí Néill      | Uí Néill        | Uí Néill        |                 |                 | *               | *               | *      | *      | *      | *      |  |  | Uí Maine | Uí Maine | Uí Maine          | Uí Maine          | Uí Maine          | Uí Maine          |                   |                   | Airgíalla          | Airgíalla          | Airgíalla          | Airgíalla          | Airgíalla          | Airgíalla          |                 |                 |                |                |      |      | Connacht Elanesse | Connacht Elanesse | Connacht Elanesse | Connacht Elanesse | Connacht Elanesse | Connacht Elanesse |              |              |              |              |  |  |        |        |        |        | *      | *      | * | * | *            | *            |              |              |              |              |  |  |  |  |  |  |  |  |  |  |  |  |  |  |